# Salon de Bruxelles de 1903
Le Salon de Bruxelles de 1903 est la trente-deuxième édition du Salon de Bruxelles, exposition périodique d'œuvres d'artistes vivants. Il a lieu en 1903, du 5 septembre au 2 novembre, dans le hall du Palais du Cinquantenaire.
Ce Salon est le vingt-quatrième organisé depuis l'Indépendance de la Belgique en 1831. 

## Organisation
Pour chaque exposition, les dates et l'organisation générale sont fixées par arrêté royal, sur proposition du ministre responsable. La commission directrice de l'exposition est ensuite nommée par arrêté ministériel, le règlement de l'exposition est également fixé par arrêté ministériel. Chaque Salon est donc géré par une commission directrice distincte.

## Contexte
Ce Salon est le vingt-quatrième organisé depuis l'Indépendance de la Belgique en 1831. Il a lieu dans le hall du Palais du Cinquantenaire.
Le Salon de 1903 débute, pour la première fois, comme lors des Salons parisiens, par un vernissage, la veille de l'ouverture officielle le 5 septembre. En l'absence du roi, directement rentré à Ostende, de sa visite officielle à Paris, c'est Maurice van der Bruggen, ministre des Beaux-arts, accompagné de Ernest Verlant, directeur des beaux-arts et par son directeur de cabinet, qui est reçu, sans apparat, le jour de l'ouverture officielle, par le président jury du Salon triennal des beaux-arts, le peintre André Hennebicq, en présence d'une foule nombreuse et mondaine.

## Catalogue

### Données générales

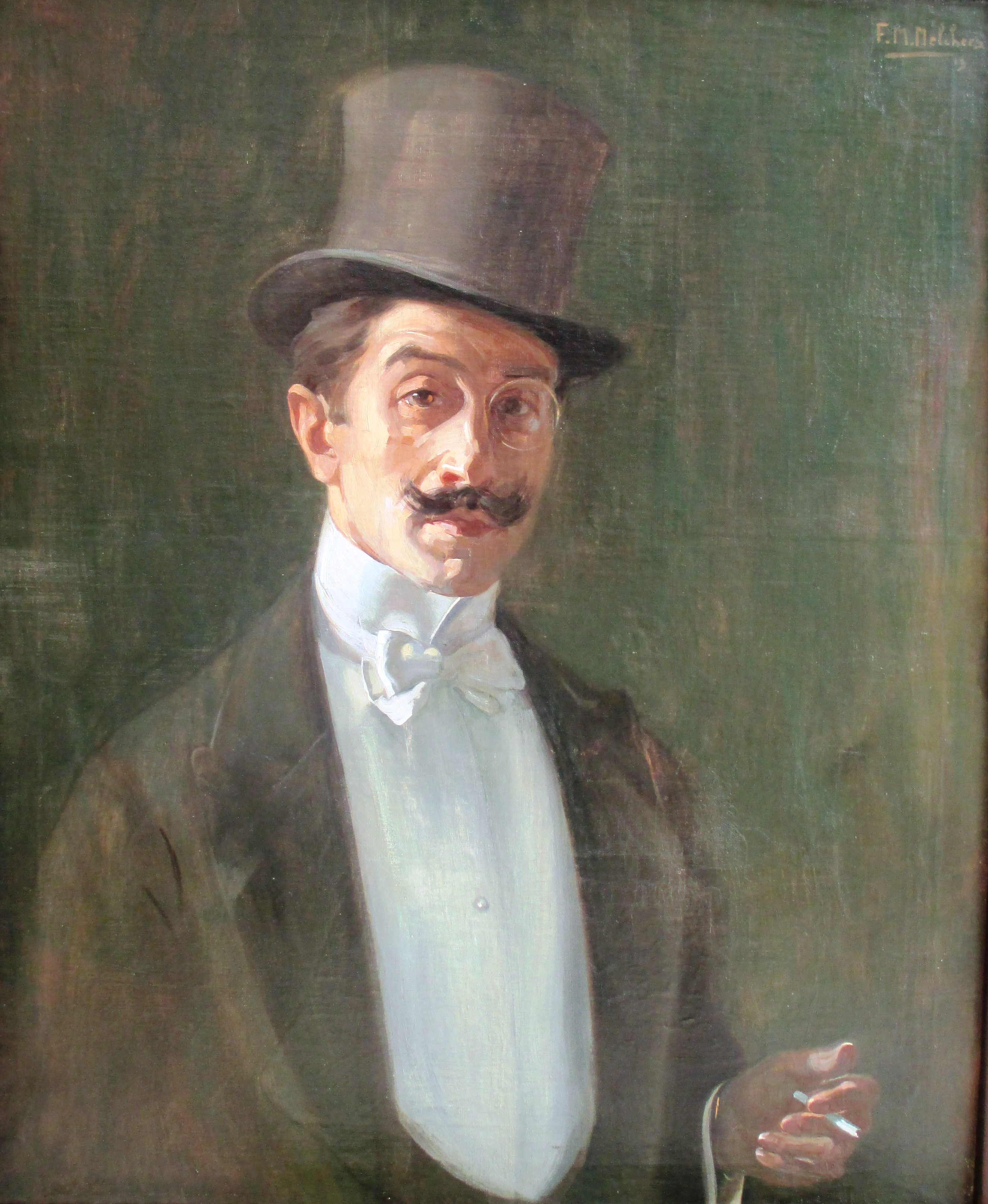
Autoportrait a Cannes de Franz Melchers (1910) qui fait badigeonner ses trois toiles, les estimant mal placées.

Alors que le Salon de 1900, comprenait 974 numéros, l'édition de 1903 en propose 1795, dont 1154 peintures et 218 sculptures. L'exposition inclut également des miniatures, des dessins, des gravures, des eaux-fortes, des médailles, des plans d'architecture, de même que, pour la première fois, des objets relevant de l'art appliqué (panneaux décoratifs, coffrets, tapis de table, mobilier,… ). 
L'admission et le placement des objets a été réglé par les délégués des artistes. Quelque 800 peintures ont été refusées, tandis que plusieurs artistes de renom ont refusé d'exposer, tels Émile Wauters et le quatuor gantois composé de Émile Claus, Albert Baertsoen, Georges Buysse et Jean Delvin qui n'admet pas le principe de l'élection des délégués par groupe. Plusieurs membres du jury ont décidé de ne pas exposer leurs toiles, comme André Hennebicq, Julien De Vriendt ou Fernand Khnopff. Quant à Franz Melchers, mécontent de l'emplacement de ses trois toiles, il les fait badigeonner de blanc en guise de protestation. Le peu d'envois en provenance de l'étrangers renforce le sentiment d'absence d'œuvres majeures. Le niveau que l'art a atteint n'est pas adéquatement représenté à l'exposition, même si l'aménagement des 24 salles est plus adéquat que lors de l'exposition précédente et que des matinées musicales agrémentent ponctuellement la visite.

### Peinture

#### Artistes belges
Parmi les artistes belges présents, figurent :
- Léon Abry : S.M. aux manœuvres et Le Jeu de la Rose[5].
- Alphonse Asselbergs : Rosée d'octobre, Printemps de 1903, Soleil couchant sur la neige et deux pastels[6].
- Richard Baseleer : La Pêche aux crevettes, Sur les bancs de sable[6].
- François Beauck : neuf dessins : Le Mauvais tournant, Le Semeur, Soir de pluie, La Grand'route, La Crypte, Le Fonctionnaire, Le Chemin ténébreux, Le Vieux porche et L'Homme devant la mort[7].
- Émile Berchmans : trois pastels :Crépuscule, Amoroso et Dans le vent[8].
- Géo Bernier : Taureau attaquant un cheval et Heure paisible[8].
- Charles Boland : Vieilles connaissances et La Maison hospitalière[9].
- Jacques Carabain : Vieille rue à San Remo[10].
- Évariste Carpentier : Premiers beaux jours et La Campine au mois d'août[10].
- Emile Charlet : Pour l'absent, Litta et Five o'clock[11].
- Charles Coenraets : Coin de ferme et Rivage hollandais[12].
- Ferdinand Coenraets : Quai à Dordrecht et Le Matin[12].
- Franz Courtens : Sous les hêtres, La Nichée et Matinée[13].
- Edmond de Grimberghe : La Muse du soir[14].
- Auguste De Lathouwer : Avenue aux environs d'Anvers et Derrière la ferme, mois d'août[15].
- Georges De Sloovere : Jeunesse et Portrait de M. l'avocat T.[16].
- Henri De Smeth : Le Salon et Au miroir[17].
- Alphonse Dessenis Un vieux et Paysage[16].
- Prosper De Wit : Coin de ferme et La Sortie du troupeau[17].
- James Ensor : Nature morte et Vieux pêcheur (pastel)[18].
- Edgard Farasyn : Ravaudeuses de filets, Pêcheurs de crevettes et Nuit calme[19].
- Georges Fichefet : Jeune fille anglaise[19].
- Joseph François : Chemin sablonneux[20].
- Willem Geets : cinq œuvres, dont : Visite à l'atelier et Italienne à la ferronnière[21].
- Victor Gilsoul : Tournant du canal de Bruges, Maisons au bord d'un canal et Claire matinée[22].
- Léopold Haeck : Lever de lune (bruyère) et Matinée d'octobre[23].
- Gustave Halbart : Rue à Sidi Ok-ba (Sahara) et Un bain maure à Tunis[23].
- François Halkett : Le Petit chaperon rouge, La Dame de cœur et L'Enfant à l'orange[23].
- Alexandre Hannotiau : La Vieille demeure, La Reprise et Le Sonneur (pastel)[24].
- Léon Herbo : trois portraits[25].
- Adrien-Joseph Heymans : La Nuit radieuse[26].
- Emile Hoeterickx : Vieille Maison, Marché[26].
- Ernest Hoorickx : Belle Matinée sur l'Escaut[27].
- Georges Jacqmotte : Paysage et Les Débuts[28].
- Emile Jacques : Après le crime, L'Inspiration et La Fille de la bonne Vierge[28].
- René Janssens : Le Vieux bureau, La Chambre dorée et La Chambre close[29].
- Eugène Laermans : Les Intrus[30].
- Emile Laloux : Éléonore (la favorite)[30].
- Armand Laureys : Atelier de sabotier et Portraits (peintures) et À la fenêtre (gouache)[31].
- Auguste Levêque : Hymne d'amour, Paulinette et La Question[32].
- Romain Looymans : Salon, Dans l'escalier et Le Réchaud[32].
- Alexandre Marcette : L'Appareillage, et trois aquarelles, dont Chenal de Nieuport[33].
- Jean Mayné : Un bal d'enfants, Le Sabotier et La Dentellière[34].
- Léon Mundeleer (peintre) : trois aquarelles : La Brodeuse, L'Étude et Le Vieux moulin[35].
- Isidore Opsomer : Le Paradis perdu, triptyque[36].
- Albert Pinot : Portrait et Fleurs[37].
- Eugène Plasky : L'Étang maudit et Barques échouées[38].
- André Plumot : Le Retour du marché et Le Passage du pont[38].
- Louis Reckelbus : Jour de marché, Vieux pont et Coin d'une cour d'hospice (aquarelles)[39].
- Herman Richir : deux portraits et Mes Parents[39].
- Henri Roidot : Verger[40].
- Henry Rul : Sapinière et Printemps[41].
- Léon Spanoghe : Coin ensoleillé[42].
- Léopold Speekaert : Portrait de Mme D.[43].
- Paul Sterpin : Paysage, étang[44].
- Philippe Swyncop : Portrait du chanteur Dangès et Venise, grand canal[45].
- Maurice Sys : Sur l'Escaut, Portrait de l'avocat Verbessem et Pieuse tradition[45].
- Jean-François Taelemans : Coin du vieil Anvers et L'Ancienne porte[45].
- Édouard Thiébaut : Marché Sainte-Marie et Intérieur[46].
- Emile Thysebaert : La Vie de l'ouvrier : Ses plaisirs, Le Samedi et Derniers sacrements[46].
- Jean François Tordeur : Côte flamande et Marée montante[47].
- Louis Tytgadt : Vieillard[48].
- Victor Uytterschaut : Vieux hangar, Printemps et Vieux noyers (aquarelles)[48].
- Walter Vaes : six œuvres, dont Coin d'église, Chanteur populaire en Flandre, et trois pastels[48].
- Flori Van Acker : Un quai vers le soir[49].
- Charles van den Eycken : Seuls à l'atelier[50].
- Émile Van Doren : La Mare aux bouleaux et La Vallée de Genk[51].
- Frans Van Holder : L'Aigle au casque et Portrait de Mme Fleury-Picard[51].
- Henri Van Melle : La Cour Naudin et Une cour à Ory-la-Ville[52].
- Eugeen van Mieghem : Porteurs de charbon, Bateliers et un pastel Veilleur[52].
- Joseph van Severdonck : Souvenir des manœuvres et une aquarelle La Chevrière[53].
- Guillaume Van Strydonck : Portrait et Le Départ[53].
- Eugène Verdyen : Vieille église, Nuées orageuses et Matinée printanière[54].
- Théodore Verstraete : Le Labour, Matinée d'été, Blankenberghe et Mon Voisin[55].
- Richard Viandier : Crépuscule, Soleil couchant et Le Vieux moulin[55].
- Juliette Wytsman : Les Lys le soir et Les Genêts (sous bois)[56].
- Rodolphe Wytsman : Temps d'équinoxe et La Barrière[56].

#### Artistes étrangers
Soixante-et-un peintres étrangers exposent au Salon : 
- Trente Français : Jules Adler, Jacques-Émile Blanche, Louis Braquaval, Georges Chavignaud, Adrien Demont, Virginie Demont-Breton, Maurice Denis, Henri Duhem, Marie Duhem, François Flameng, Jenny Fontaine, Émile Friant, René Gilbert, Camille Kufferath, Marie Yvonne Laur, Jules Lefebvre, Madeleine Lemaire, Ferdinand Luigini, Firmin Maglin, Henri de Marandat, Gabriel Nicolet, Auguste Pointelin, Pierre Prins, Jean-François Raffaëlli, Alfred Roll, Joseph Saint-Germier, Mary Schwob, André Suréda, Charles-Albert Walhain et Émile Auguste Wéry.
- Treize Néerlandais : Johan Ernst Bäumer, Ludolph Berkemeier, Jan Bogaerts, Herman Gunneweg, Sara Hense, Hendrik Willem Mesdag, Paul Rink, le couple Fokko Tadama et Thamine Tadama-Groeneveld, Jan Van Cleemput, Fedor Van Kregten, Fritz Westendorp et Hendrik Jan Wolter.
- Dix Allemands : Otto Ackermans, Albert Gianini, Eugen Kampf, Joseph Kossuth, Lina Krause, Franz Melchers, Ernst Oppler, Hubert Ritzenhofen, Hans von Bartels et David Zacharias.
- Deux Italiens : Lionello Balestrieri et Giuseppe Casciaro.
- Quatre Britanniques : Matilde von Flotow, Francis Henry Newbery, Herbert Sidney et Frank Spenlove-Spenlove.
- Un Américain : Charles Paul Gruppé.
- Un Grec : Spyridon Scarvelli.

#### Galerie de peintures exposées au Salon de Bruxelles de 1903

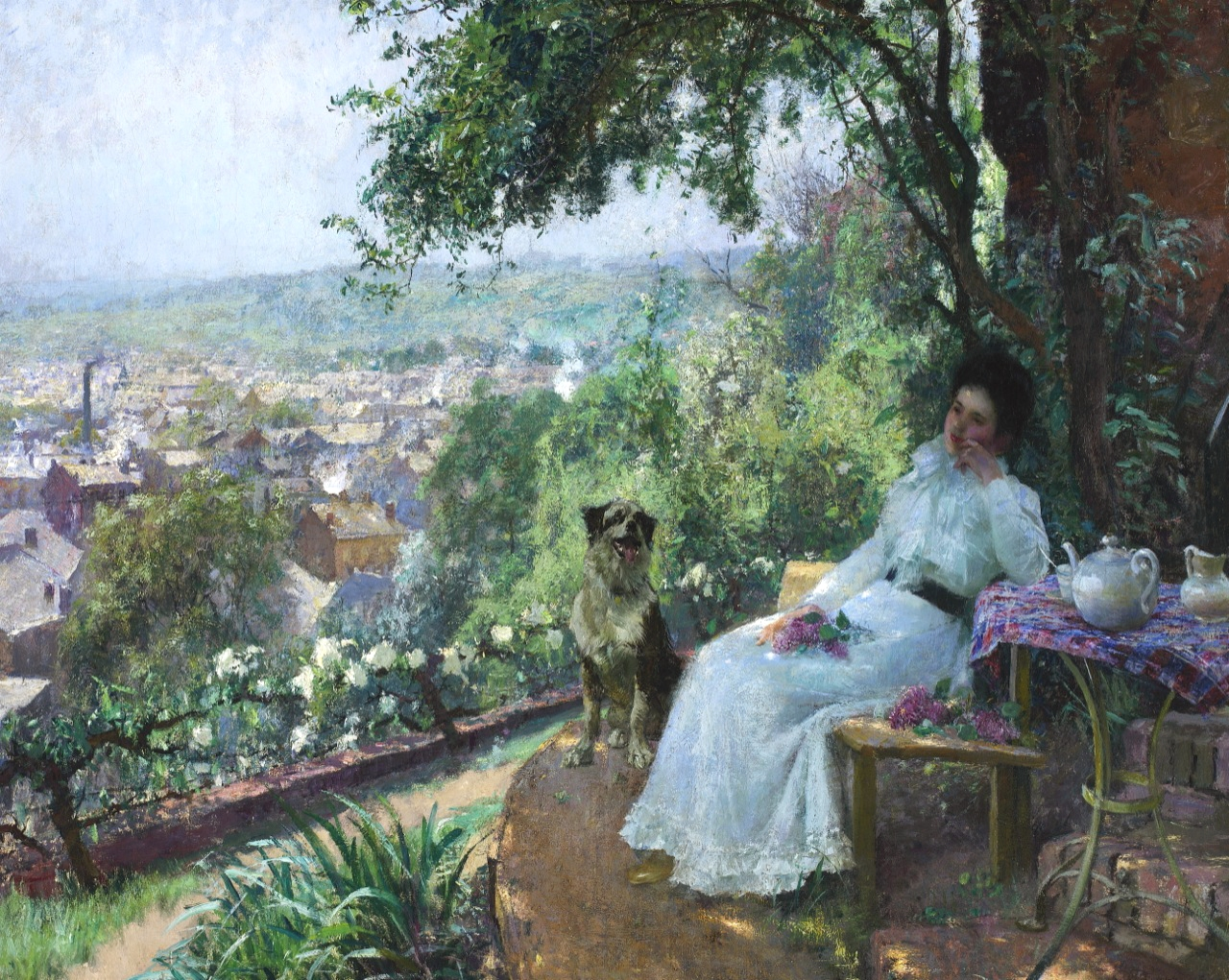
Évariste Carpentier, Premiers beaux jours.
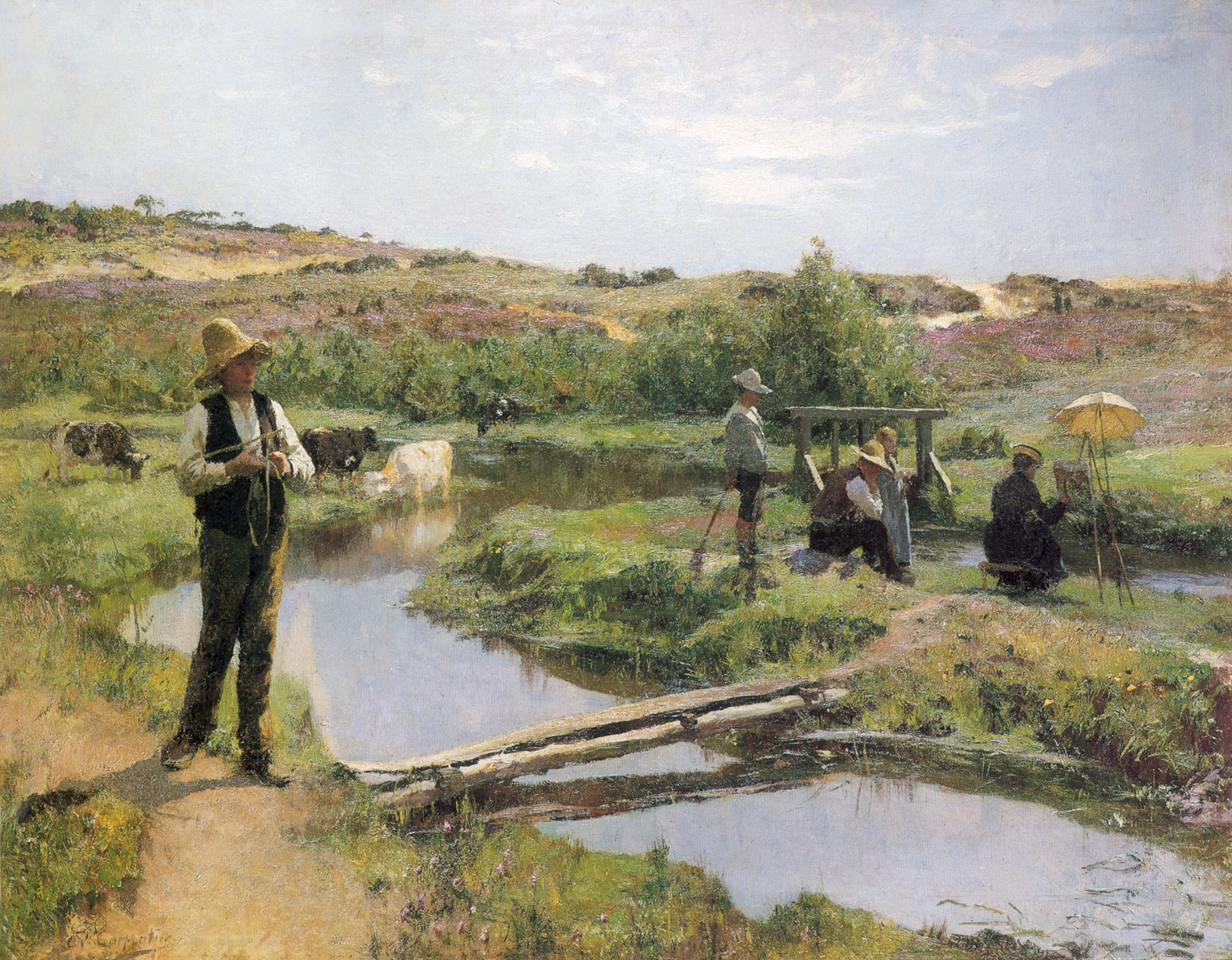
Évariste Carpentier, La Campine au mois d'août.
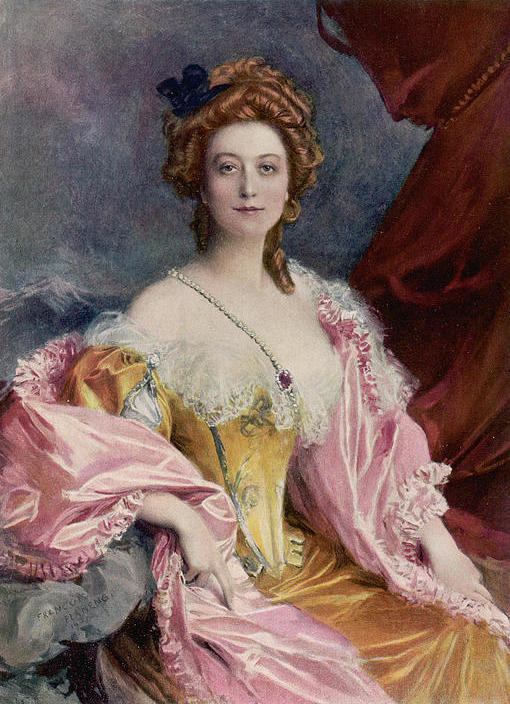
François Flameng, Portrait de Cécile Sorel (1903).
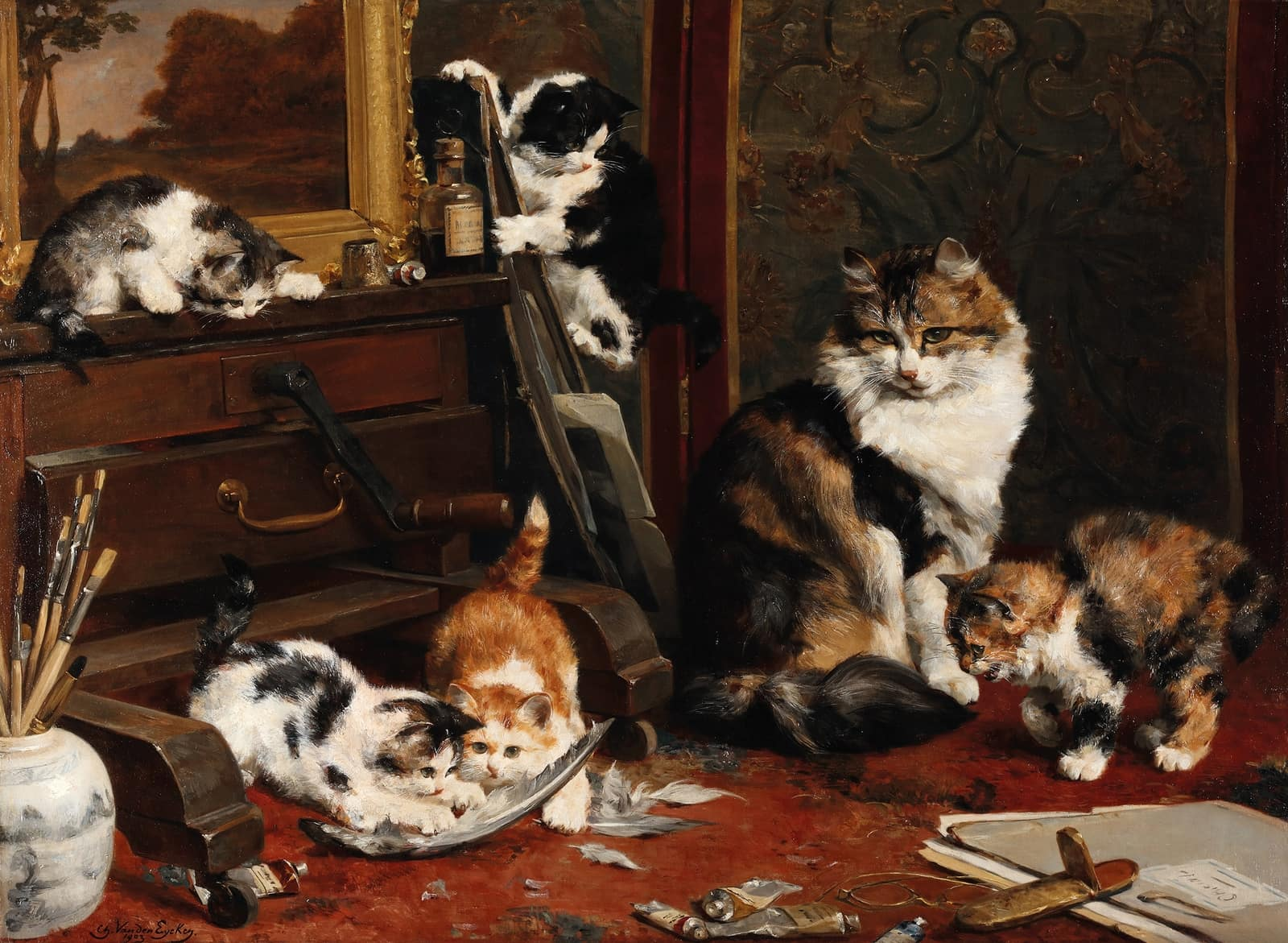
Charles van den Eycken, Seuls à l'atelier (1903).

### Sculpture
Les œuvres sont au nombre de 218 présentées par 112 statuaires. Peu de sculpteurs étrangers sont présents,. 

#### Sculpteurs belges
Les 104 sculpteurs Belges sont notamment représentés par :
- Theo Blickx : Vieux prêtre, Moine en prière et L'Offensé[59].
- Guillaume Charlier : Pilote (plâtre), Souvenir (bronze) et Veuve (plâtre)[60].
- Isidore De Rudder : Douleur (marbre)[61].
- Albert Desenfans : Christ à la colonne (ivoire), Pompéi (marbre) et Danse de l'amphore (plâtre)[61].
- Julien Dillens : Buste de M. Monville, Pax et Torse de femme[62].
- Josué Dupon : Saint Georges, Lionne et serpent et Chameau (zoo d'Anvers)[62].
- Jules Herbays : La Terre (plâtre), Léda (bronze) et Esquisse (bronze)[63].
- Jules Lagae : Mère et enfant (marbre)[64].
- Jef Lambeaux : Le Faune mordu (plâtre), Les Lutteurs (bronze)[65].
- Constantin Meunier : Maternité (plâtre)[66].
- Égide Rombaux : Filles de Satan[67].
- Victor Rousseau : Les Sœurs de l'illusion, Le Drame humain et Curieuses[67].
- Alphonse Van Beurden : Surpris au bain (bronze), Jeunesse de Bacchus (Ivoire) et Villageoise (ivoire)[68].
- Ernest Wynants : Philosophe (plâtre) et Buste (plâtre)[69].

#### Sculpteurs étrangers
Seuls huit sculpteurs étrangers sont présents : les Français Albert Bartholomé, Jules Antoine Carl, Victor Peter et Auguste Rodin (Les Bourgeois de Calais, plâtre), le Britannique Fane Fleming Baxter, l'Allemand Fritz Intre, l'Italien Giuseppe Renda et la Néerlandaise Thérèse Van Hall.

#### Galerie de sculptures exposées au Salon de Bruxelles de 1903

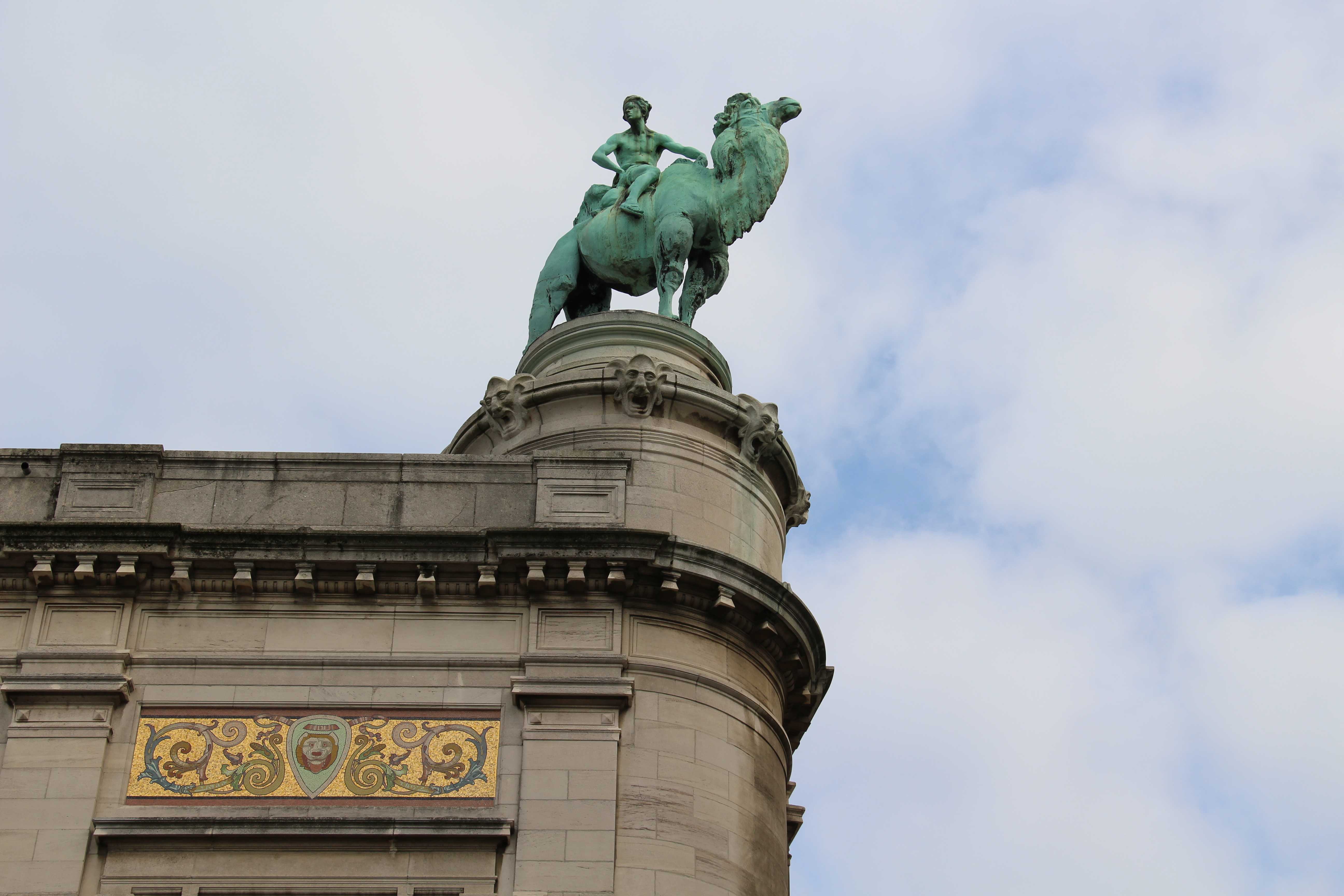
Josué Dupon, Chameau, bronze au zoo d'Anvers.
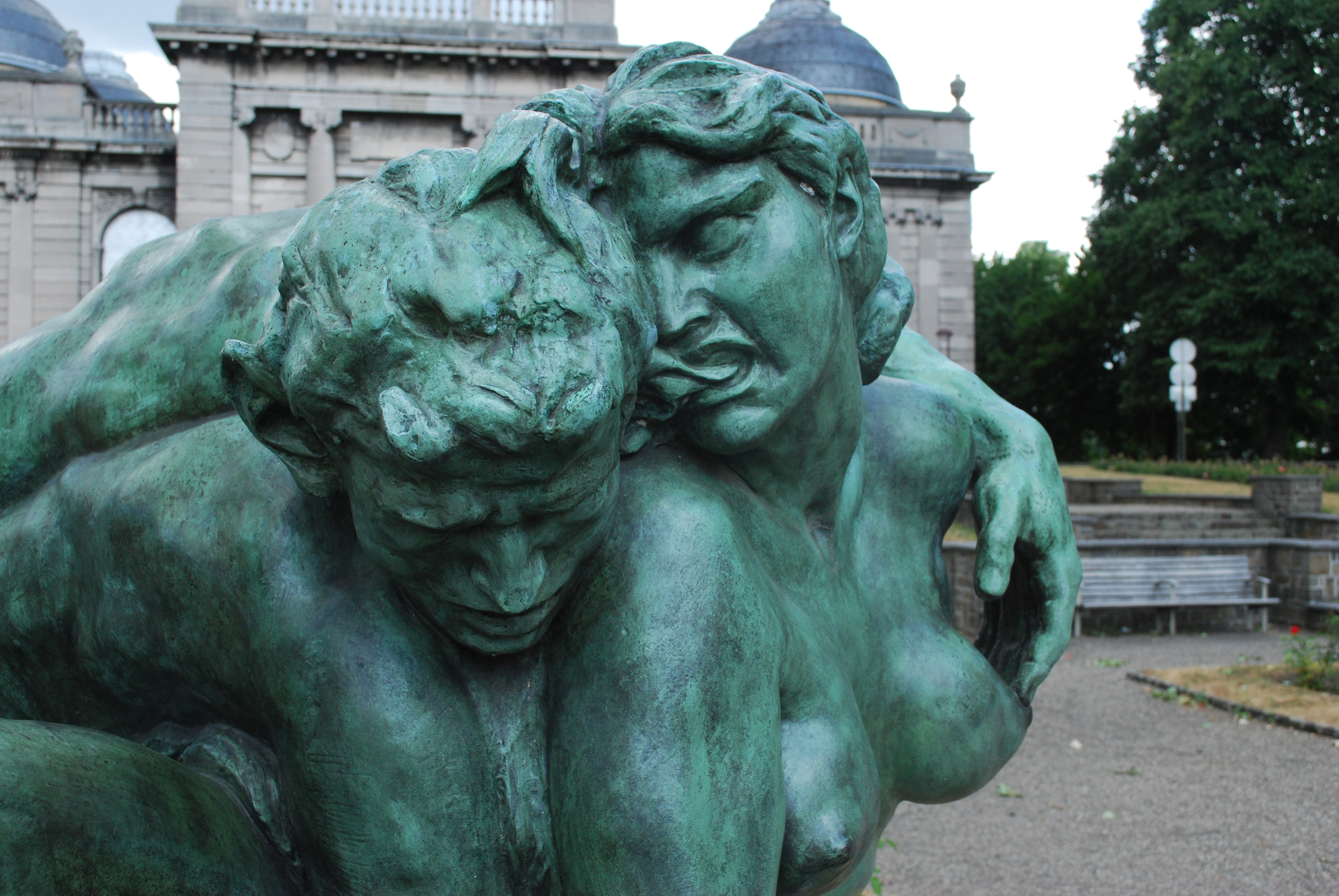
Jef Lambeaux, Le Faune mordu, bronze au parc de la Boverie à Liège.

### Catalogue
- Catalogue, Exposition générale des Beaux-Arts de 1903, Bruxelles, Imprimerie Fred. Tilbury, 1903, 262 p. (lire en ligne).